# Hofvijver

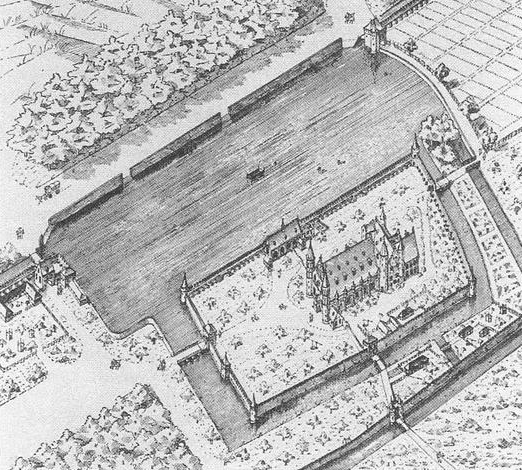
Binnenhof en Hofvijver in vogelvlucht, de vermoedelijke toestand rond 1400 geschetst door rijksbouwmeester C.H. Peters

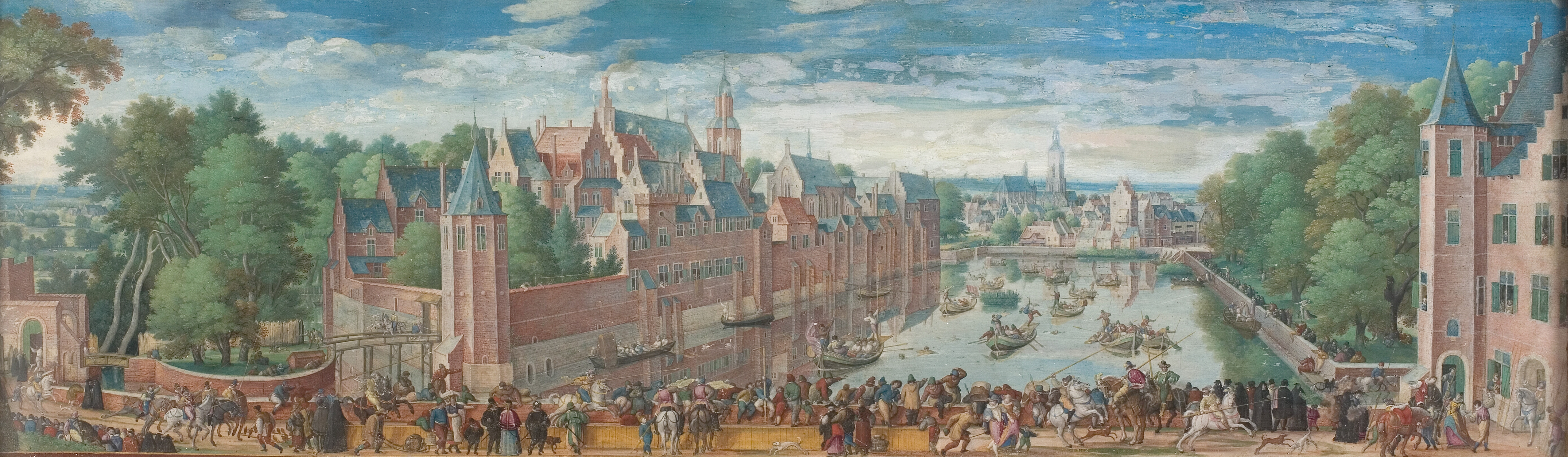
Ganzenspel op de Hofvijver, circa 1557-1593, door Hans Bol, behoort tot de oudste afbeeldingen van Den haag

De Hofvijver is een water in het centrum van Den Haag. Het ligt in het oosten aan de Korte Vijverberg, in het zuiden aan het Binnenhof en het Mauritshuis, in het westen aan het Buitenhof en in het noorden aan de Lange Vijverberg. Er ligt een met planten en bomen begroeid eilandje in dat geen officiële naam heeft. Wat verderop is er een fontein.
Anno 2024 ligt er in de Hofvijver in verband met de renovatie van het Binnenhof naast de tijdelijke uitkijktoren en de Mauritstoren een drijvend blok bouwketen, dat aansluit bij nog meer keten op de wal.

## Geschiedenis

### Duinmeer

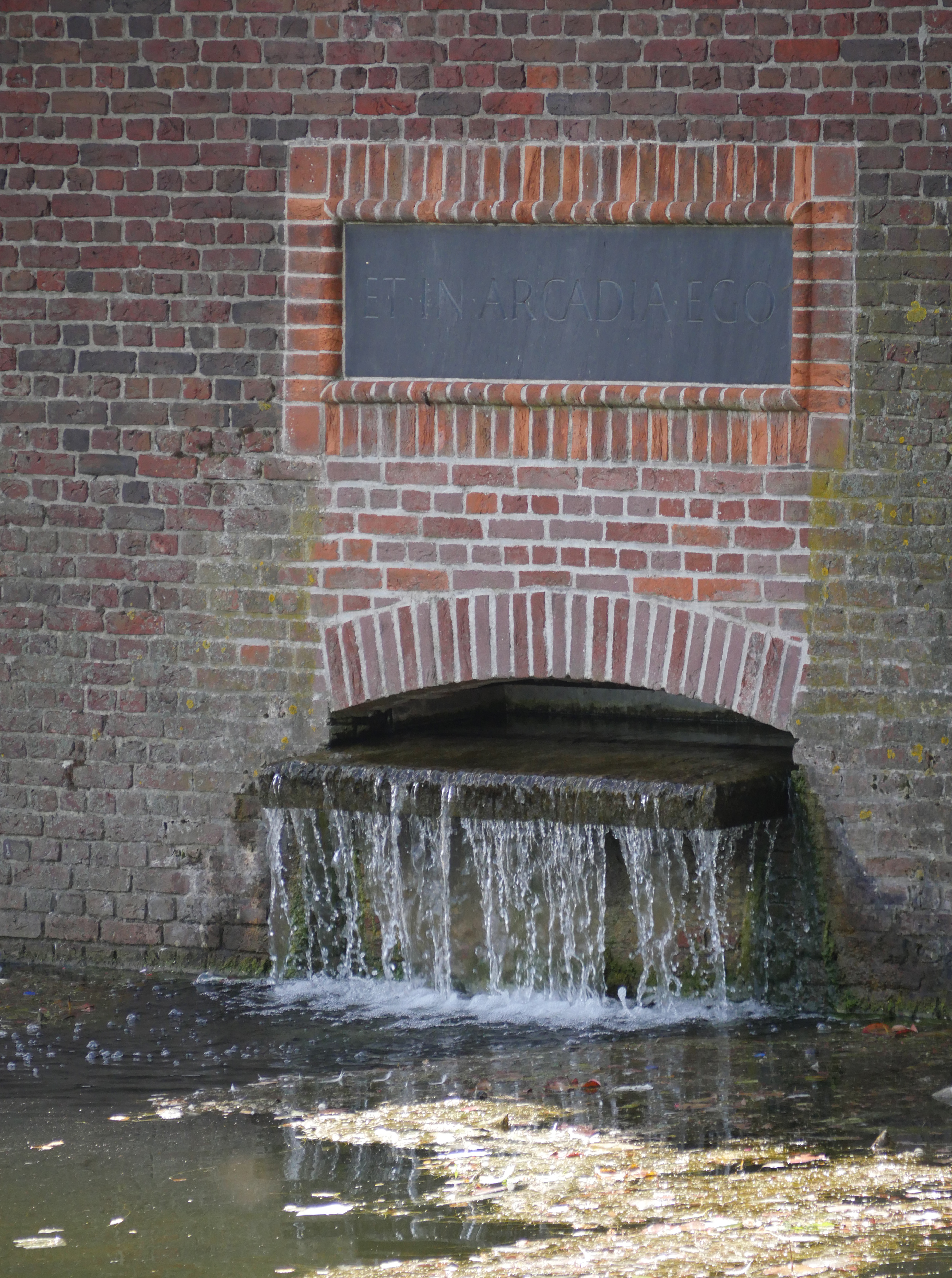
Bij de Gevangenpoort komt water uit de Haagse Beek in de hofvijver.

In tegenstelling tot wat de term vijver doet vermoeden, is de Hofvijver van oorsprong een natuurlijk duinmeer waarop de Haagse Beek (voorheen Duinbeek) en de tegenwoordig gedempte Bosbeek uit het Haagse Bos uitkwamen. De Beek doet dat heden ten dage nog steeds en zo staat de vijver in verbinding met de duinen bij Kijkduin. In dit duinmeer bevond zich een eilandje (niet het huidige eiland) waarop graaf Willem II van Holland in de 13e eeuw zijn kasteel bouwde. Volgens andere bronnen bouwde hij zijn kasteel naast de vijver en liet hij er een slotgracht omheen graven. In deze eeuw werd het meer ook uitgediept.

### Vijver
De Hofvijver werd door graaf Albrecht van Beieren in de 14e eeuw rechthoekig gemaakt. Dit ontwerp heeft de vijver tot op de dag van vandaag, al kreeg hij in de 17e eeuw kades en werd hij in de 19e eeuw verlengd. Tot circa 1800 was het Binnenhof nog omgeven door een slotgracht en alleen toegankelijk via bruggen.
Het huidige eilandje bestaat circa 300 jaar. Hoe en wanneer het precies is ontstaan is niet duidelijk. Er staat in het midden een vlaggenstok en het is begroeid met bomen en voornamelijk eenjarige planten (geen of vrijwel geen struiken), het is niet voor publiek toegankelijk. Ernaast bevindt zich in het water een fontein. Tijdens demonstraties is het eiland een aantal malen "bezet" of met spandoeken volgehangen. Bekend is de bezetting van het eiland door Molukse jongeren op 18 april 1973. Met die actie wilden zij Nederlandse steun vragen voor hun wens tot uitroeping van de Republiek der Zuid-Molukken (of RMS: Republik Maluku Selatan).

## Tegenwoordig

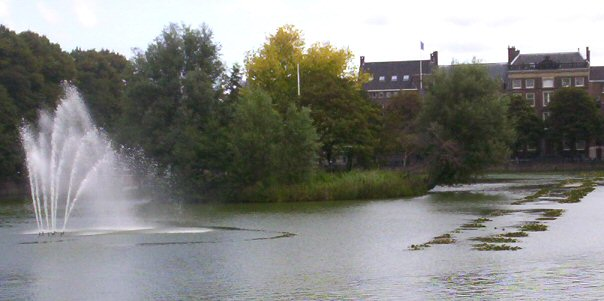
Fontein, eiland en waterlelies (foto vanaf het Buitenhof)

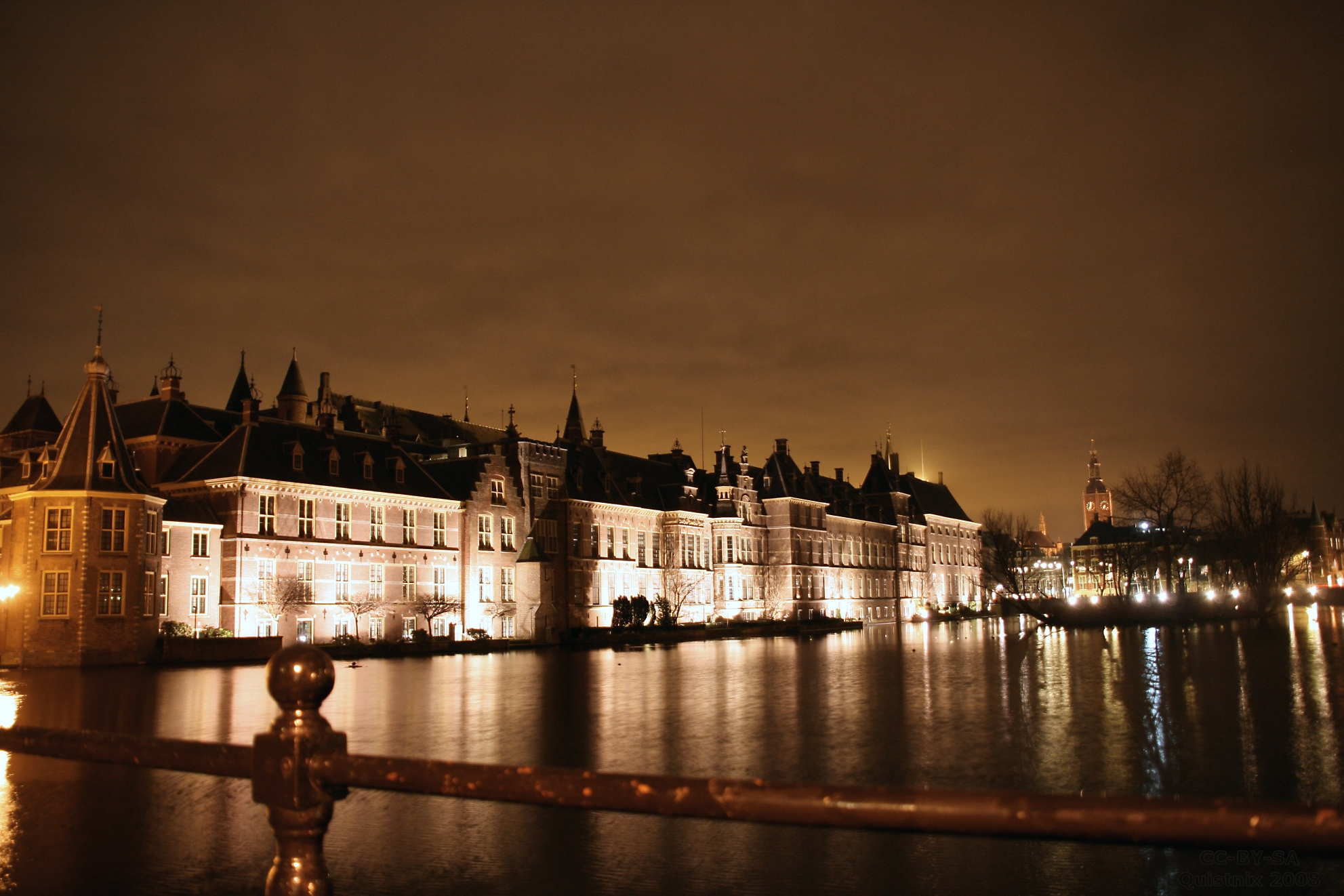
De Hofvijver bij nacht

Tegenwoordig grenst de Hofvijver aan het Buitenhof maar tot in de 19e eeuw stonden er huizen aan het water. Die werden afgebroken om een weg naast de Gevangenpoort mogelijk te maken; die poort was te krap voor trams en het toenemende verkeer. Om die reden reden er tot in 1924 trams dóór het Binnenhof. De vijver is omgeven door een tamelijk hoge kade, het water is zeer ondiep. Op de hoek van de Korte en de Lange Vijverberg loopt de kade af naar het water. Hier was vroeger een paardenwed, een plaats waar de paarden water konden gaan drinken; een tweede wed bevond zich aan de andere kant van de Hofvijver bij het Toernooiveld.
Voor het Binnenhof bevinden zich bakken met waterlelies en 's winters wordt er meestal een drijvende ijsbaan opgericht. Bij het eveneens aan de vijver gelegen Torentje werd in 2004 onder water een hek gebouwd om te voorkomen dat kwaadwillenden ongemerkt naar de premier zouden kunnen toezwemmen.
Op de oever tegenover het Binnenhof (Lange Vijverberg) staat het beeld van "Jantje" die naar het Binnenhof wijst ("In Den Haag daar woont een graaf en zijn zoon heet Jantje / Als je vraagt waar woont je pa dan wijst hij met zijn handje"). Deze Jantje is graaf Jan I van Holland, zoon en opvolger van Floris V. Hij werd slechts 15 jaar oud.

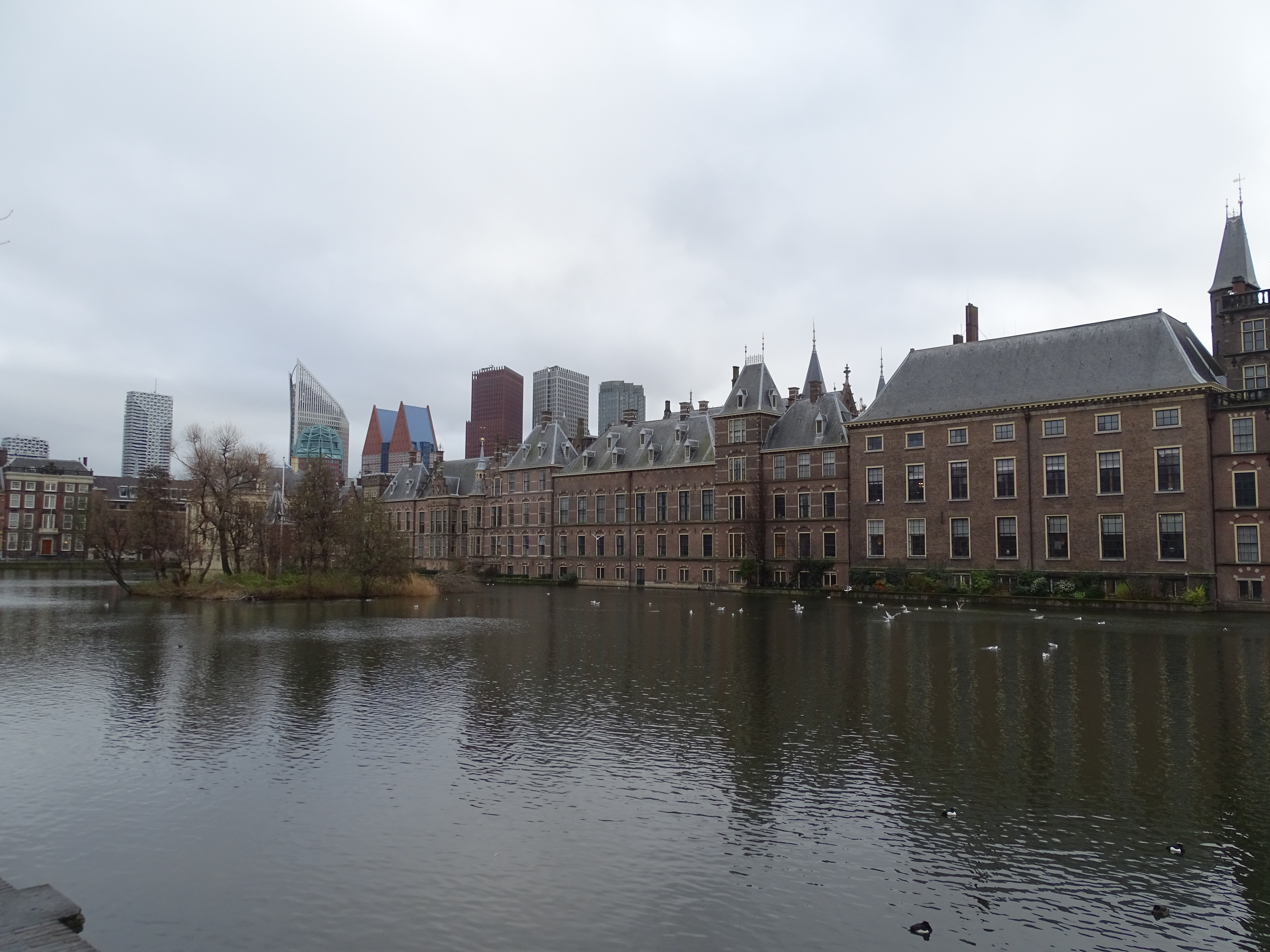
De Hofvijver gezien van de Lange Vijverberg. Tegenover het Binnenhof met op de achtergrond diverse ministeries

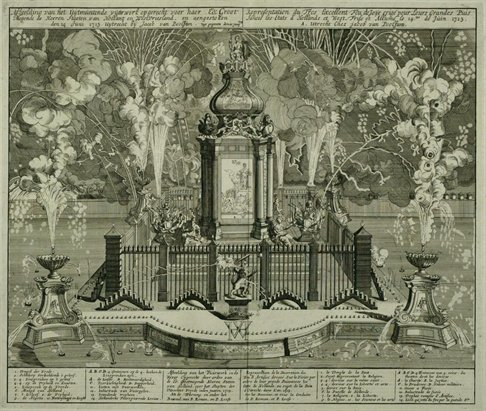
Vuurwerk voor Vrede van Utrecht

Rondom de vijver bevinden zich diverse musea zoals het Mauritshuis, de Gevangenpoort, het Haags Historisch Museum, het Museum Bredius en de Galerij Prins Willem V.

## Vuurwerken
Soms worden er vuurwerken gehouden ter viering van een bijzondere gebeurtenis, zoals voor de Vrede van Rijswijk (1697), de Vrede van Utrecht (1713), vastgelegd in een gravure door D. Stoopendaal, en de Vrede van Aken (1748). Ook tijdens de jaarwisseling vindt op de Hofvijver een groot vuurwerkspektakel plaats. Vanaf 2017 wordt het Nationaal Aftelmoment, dat de voorgaande drie jaar bij het Nederlands Scheepvaartmuseum in Amsterdam plaatsvond eveneens op de Hofvijver georganiseerd.

## Evenementen
- In 2013 werd hier The Passion gehouden.
- Wanneer het Mauritshuis grote tentoonstellingen organiseert, wordt er op de vijver een op pontons drijvende grote tent opgericht voor de catering en entree. Ook worden er wel concerten op de Hofvijver gegeven, waaronder tot 2015 in juni jaarlijks een concert tijdens het Festival Classique, een klassiek muziekfestival. Dit concert werd rechtstreeks op tv uitgezonden. Vanaf 2016 vindt het Festival Classique echter plaats in Scheveningen en wordt het concert op de Hofvijver vervangen door Podium aan Zee. Het vindt dan niet meer buiten plaats, maar in het Kurhaus. Sinds 2018 is het concert vervangen door een opera-uitvoering op het strand van Scheveningen.
- Elk voorjaar organiseert de Haagse Studenten Roei Vereniging Pelargos een roeiregatta voor bedrijven, politici en studenten op de Hofvijver voor het goede doel.
- In juni en juli 2015 werd in het kader van het WK beachvolleybal dat dat jaar in Nederland plaatsvond op de Hofvijver een tijdelijk beachvolleybal-stadion gebouwd met een capaciteit van 5.500 bezoekers.
- In de week voor Prinsjesdag organiseert stichting Ooievaart jaarlijks rondvaarten op de Hofvijver. Bezoekers kunnen dan met een speciaal daarvoor in de Hofvijver gelegde boot een rondje maken in de vijver.

- Gemeinsame Normdatei: 1033445495
- Virtual International Authority File: 315530161